# 해부학적 변이
해부학적 변이(anatomical variation, anatomical variant, anatomical variability)는 신체 구조가 다수 사람들에게서 나타나는 것과 형태학적으로 다른 특징을 보이는 것이다. 형태적(크기나 모양), 일관적(존재 또는 결손), 공간적(몸쪽/먼쪽 또는 오른쪽/왼쪽)의 세 가지 기준으로 분류해 볼 수 있다.
변이는 별다른 증상을 보이지 않는 경우도 많으며, 이 경우 기형(abnormality)보다는 해부학적 변이라는 용어로 불린다.
해부학적 변이는 유전에 의해 발생하며 서로 다른 사람들 간에 크게 다를 수 있다. 변이의 정도는 각 기관마다 다르며, 특히 근육에서 크게 다르다. 해부학적 변이에 관한 지식은 이런 변이를 병리적 상태와 구분하기 위해 중요하다.
1898년의 논문에서는 해부학적 변이가 넓은 범위와 중요성을 가진다고 기술했으며 X선이 사용되기 이전의 해부학적 변이는 대부분 카데바를 통한 연구에서만 발견되었다. 영상의학 기술의 발달이 많은 변이들을 밝히는 역할을 했다.
손가락이 일반적인 개수보다 많은 다지증과 같이, 몇몇 변이들은 서로 다른 종들 사이에서도 공통적으로 발견된다.

## 같이 보기
- 해부학적 변이 목록(영어판)
- 종자뼈